# Encyclia viridiflora
Encyclia viridiflora là một loài thực vật có hoa trong họ Lan. Loài này được Hook. mô tả khoa học đầu tiên năm 1828.